# Système Chukri
Le système Chukri est un système de servitude pour dettes ou de travail forcé que l'on trouve à Kidderpore et dans d'autres régions du Bengale-Occidental. Dans ce système, une femme peut être contrainte à se prostituer pour rembourser ses dettes,. Elle travaille généralement sans salaire pendant un an ou plus afin de rembourser une prétendue dette au propriétaire du bordel pour la nourriture, les vêtements, le maquillage et les frais de subsistance.
Le système crée une main-d'œuvre de personnes pratiquement asservies à leurs créanciers et constitue l'une des principales causes de l'entrée des femmes dans le commerce du sexe. Le système fleurit principalement au Bengale-Occidental ou à Calcutta. Le nom est également utilisé au Bangladesh et le système existe également là-bas,.